# Bierbrouwerij De Magistraat
Bierbrouwerij De Magistraat is een Nederlandse brouwerij gevestigd in Almkerk, Noord-Brabant. De brouwerij werd opgericht in 2019 door de broers Hans Anton en Clement Verschoor. In mei 2024 trad brouwer Léon Rodenburg toe als derde aandeelhouder en fulltime brouwer.

## Achtergrond

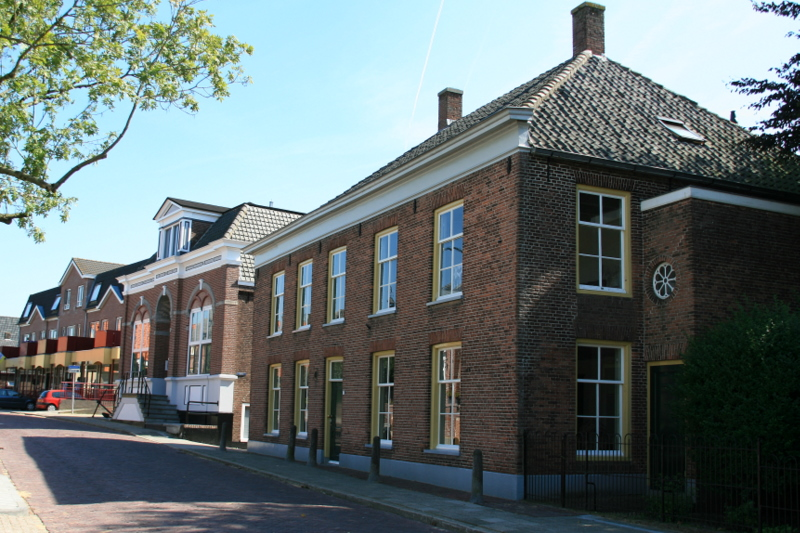
Het gerechtsgebouw van Almkerk, dat als inspiratie diende voor de brouwerij

De naam “De Magistraat” is geïnspireerd op het voormalige Rechthuis van Almkerk uit de 17e eeuw. Dit rechthuis diende destijds als gerechtsgebouw en herberg. De biernamen van de brouwerij, zoals “Diefhenker” en “Dochter van de Burgemeester”, verwijzen losjes naar historische figuren die in het verleden het café onder de rechtszaal bezochten. 

## Geschiedenis
In 2018 besloten Hans Anton en Clement Verschoor een bierbrouwerij op te richten na respectievelijk 25 jaar gewerkt te hebben in de IT-sector en de machinebouw. Hans Anton had op dat moment al jarenlange ervaring als hobbybrouwer. Begin 2019 werden de benodigde vergunningen verstrekt en startte de bouw van de brouwerij in een oude boerderij uit de 17e eeuw in Almkerk. De broers investeerden een miljoen euro in de brouwerij.
In januari 2020 begonnen de broers Verschoor met brouwen in de verbouwde boerderij. De brouwerij zou in maart 2020 officieel opengaan, maar door de coronapandemie werd de opening uitgesteld. De Magistraat kon in die periode enkel take-away aanbieden. Dat jaar bracht de brouwerij haar eerste bieren commercieel op de markt. Begin 2022 mocht de horeca weer volledig open, wat een positieve wending gaf aan de activiteiten van De Magistraat. In het voorjaar van 2022 opende het proeflokaal van De Magistraat haar deuren.
In mei 2024 trad Léon Rodenburg toe als derde aandeelhouder en fulltime brouwer, na twee jaar actief te zijn geweest als brouwer en biersommelier bij De Magistraat. In datzelfde jaar werd hij uitgeroepen tot 'Nederlands Kampioen Biersommelier'.

## Assortiment
De Magistraat brouwt diverse bieren, waaronder:
- Dikke Prins: een IPA met een alcoholpercentage van 5,4%.
- Dochter van de Burgemeester: een blond bier van 5,9%.
- Scheepstimmerman: een tripel met 8,8% alcohol.
- Dienstmeid van de Rijksontvanger: een fruitbier van 6,9%.
- Vuurboeter: een barleywine met een alcoholpercentage van 12,5%.
- Diefhenker: een dubbel bier van 7,3%.
- Questeerder: een sterk blond bier met 9,0% alcohol.
- Zusje van de Dienstmeid: een alcoholarm fruitbier met 0,3% alcohol.

## Erkenning
In 2023 behaalde de bieren Pikjongen en Questeerder een bronzen medaille in de categorieën 'Donker - Imperial Stout' en 'Blond - Zwaar Blond' tijdens de Dutch Beer Challenge. Een jaar later, in 2024, werd de Scheepstimmerman bekroond met goud in de categorie 'Blond - Tripel' in dezelfde competitie.